# John Smith (amerikansk politiker)
John Smith, född 12 februari 1752 i Mastic, New York, död där 12 augusti 1816, var en amerikansk politiker (demokrat-republikan).
Han var ledamot av New York State Assembly, underhuset i delstatens lagstiftande församling, 1784-1799.
Smith var ledamot av USA:s representanthus 1800-1804 och ledamot av USA:s senat från delstaten New York 1804-1813.